# Pseudolycopodium
Genre
Pseudolycopodium est un genre monotypique, ce qui signifie qu'il ne contient à ce jour qu'une seule espèce, Pseudolycopodium densum. Classé dans la sous-famille des Lycopodioidées, ce dernier a été mentionné dans des révisions taxonomiques, comme dans le travail de Field et al. (PPG I, 2016). Le genre est originaire d'Australie, de la Nouvelle-Zélande (île du Nord) et de la Nouvelle-Calédonie.
Le genre est décrit par Josef Holub en 1983 dans la revue Folia Geobotanica, intitulée : Validation of generic names in Lycopodiaceae: with a description of a new genus Pseudolycopodiella. Dans cet article, Holub valide plusieurs noms de genres au sein des Lycopodiacées et décrit le nouveau genre Pseudolycopodium.